# UGC 8548
UGC 8548 = Arp 36 ist eine Balkenspiralgalaxie im Sternbild Drache. Sie ist schätzungsweise 226 Millionen Lichtjahre von der Milchstraße entfernt.
Halton Arp gliederte seinen Katalog ungewöhnlicher Galaxien nach rein morphologischen Kriterien in Gruppen. Diese Galaxie gehört zu der Klasse Spiralgalaxien mit der Form eines Integralzeichens (Arp-Katalog).